# Que sur toi se lamente le Tigre
Que sur toi se lamente le Tigre est un roman d'Émilienne Malfatto paru le 3 septembre 2020 aux éditions Elyzad et lauréat du prix Goncourt du premier roman l'année suivante.

## Historique du roman
Publié en septembre 2020, ce roman reçoit le 4 mai 2021 le prix Goncourt du premier roman 2021,. Il a également reçu en 2021 le Prix des lecteurs de la médiathèque de Saint-Renan.

## Résumé
L'histoire se situe en Irak,et raconte le destin tragique d'une femme qui tombe enceinte hors mariage.
Dès le début du roman, on apprend qu'elle sera la victime d'un crime d'honneur. Son destin est scellé.
Emilienne Malfatto a cherché à mêler plusieurs regards dans un roman choral. Le récit principal est mené de manière rétrospective par la jeune fille dont on ignore le nom. Il est entrecoupé par certains chapitres qui donnent le point de vue des autres personnages de sa famille. A ce récit se juxtaposent des textes poétiques dont certains sont issus de l'épopée de Gilgamesh qui évoque le Tigre comme un personnage.

## Réception critique
À sa parution, le livre est bien accueilli par la critique.

## Éditions
- Éditions Elyzad, 2020  (ISBN 978-9973-58-122-8)

## Traductions
Le roman a été traduit en catalan et publié par Edicions de 1984.